# Marc Meneau
Marc Meneau, né le 16 mars 1943 à Avallon (Yonne) et mort le 9 décembre 2020 à Auxerre (Yonne),, est un chef cuisinier français du restaurant L'Espérance de Saint-Père dans l'Yonne en Bourgogne jusqu’à sa fermeture en 2015.

## Biographie
Bourguignon de souche, né en 1943, Marc Meneau est le fils d'un bourrelier et d'une épicière. Marc Meneau n’a jamais vraiment quitté sa terre natale. Parti en 1961 à Strasbourg pour y suivre une école hôtelière, il revient pour reprendre le café-épicerie de sa mère Marguerite, à Saint-Père dans l’Yonne. Aidé de sa femme Françoise Plaisir (fille de restaurateur bourguignon), ce cuisinier autodidacte transforme le fonds de commerce en restaurant et invente des recettes, vite mises en application. Sa soif d’apprendre est insatiable. Il se tourne vers les livres des grands maîtres de la cuisine ancienne et les étudie, ce qui l'aide à devenir un grand chef cuisinier spécialiste de la cuisine ancienne. Il a pour maîtres les chefs Alex Imbert de Maxim's, André Guillot de l’Auberge du Vieux-Marly, et Jacques Besnard, du Palais de l'Élysée.

L'Espérance de Saint-Père (Yonne) en Bourgogne.
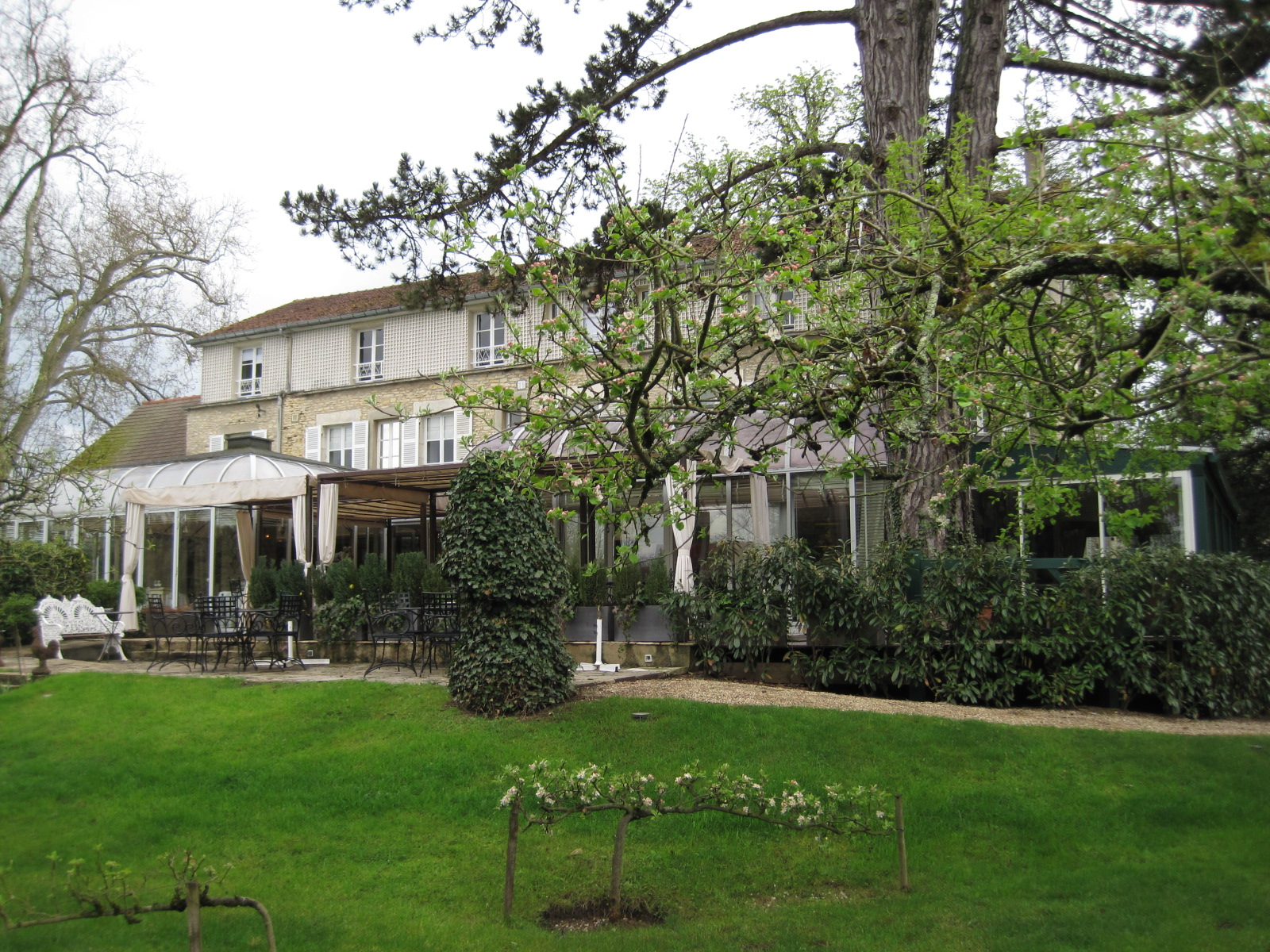
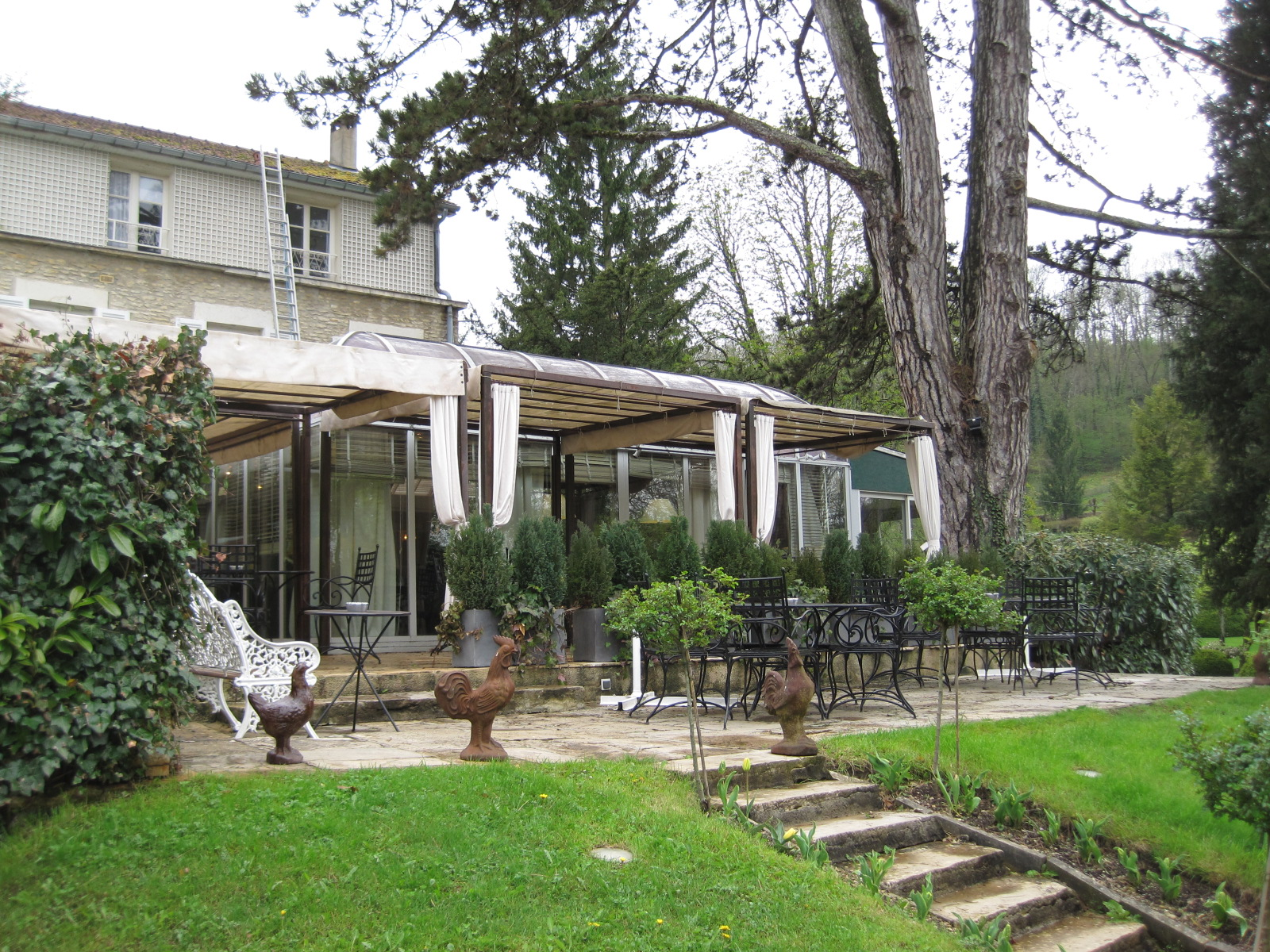
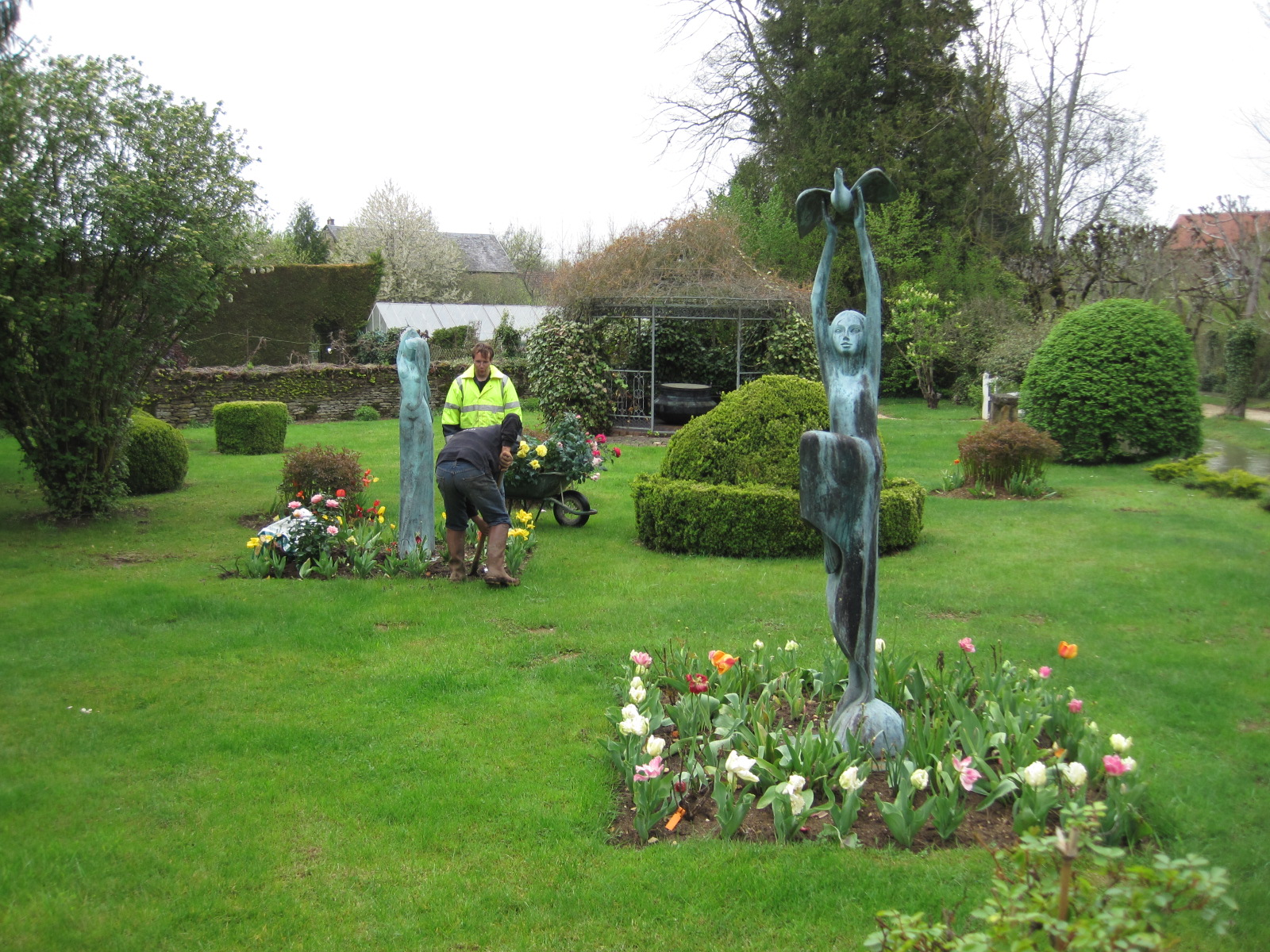
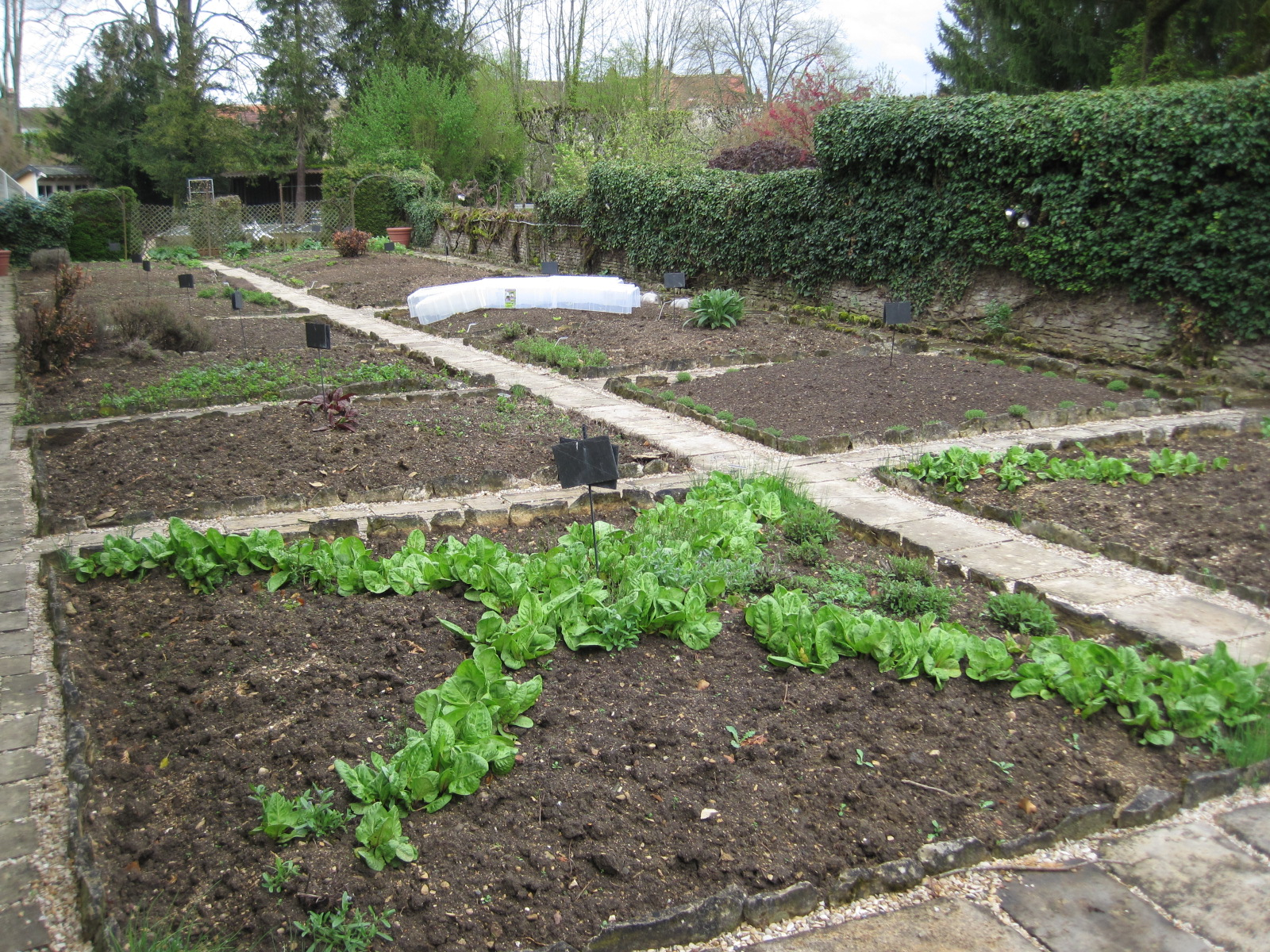
Jardin potager Bio.

En 1972, il obtient sa première étoile au Guide Michelin. Il déménage alors son restaurant dans une demeure plus grande qu'il baptise L'Espérance. En 1975, une deuxième étoile Michelin lui est décernée.
En 1983, Marc Meneau est élu « Meilleur Cuisinier Français de l'Année » et obtient 3 étoiles au Guide Michelin, et 19/20 au Gault et Millau. Il plante un potager bio et 16 hectares de vigne destinés à faire revivre l’appellation Bourgogne-vézelay AOC.
En 1999, il perd sa troisième étoile Michelin mais conserve 19/20 au Gault et Millau.

L'Espérance de Saint-Père (Yonne) en Bourgogne
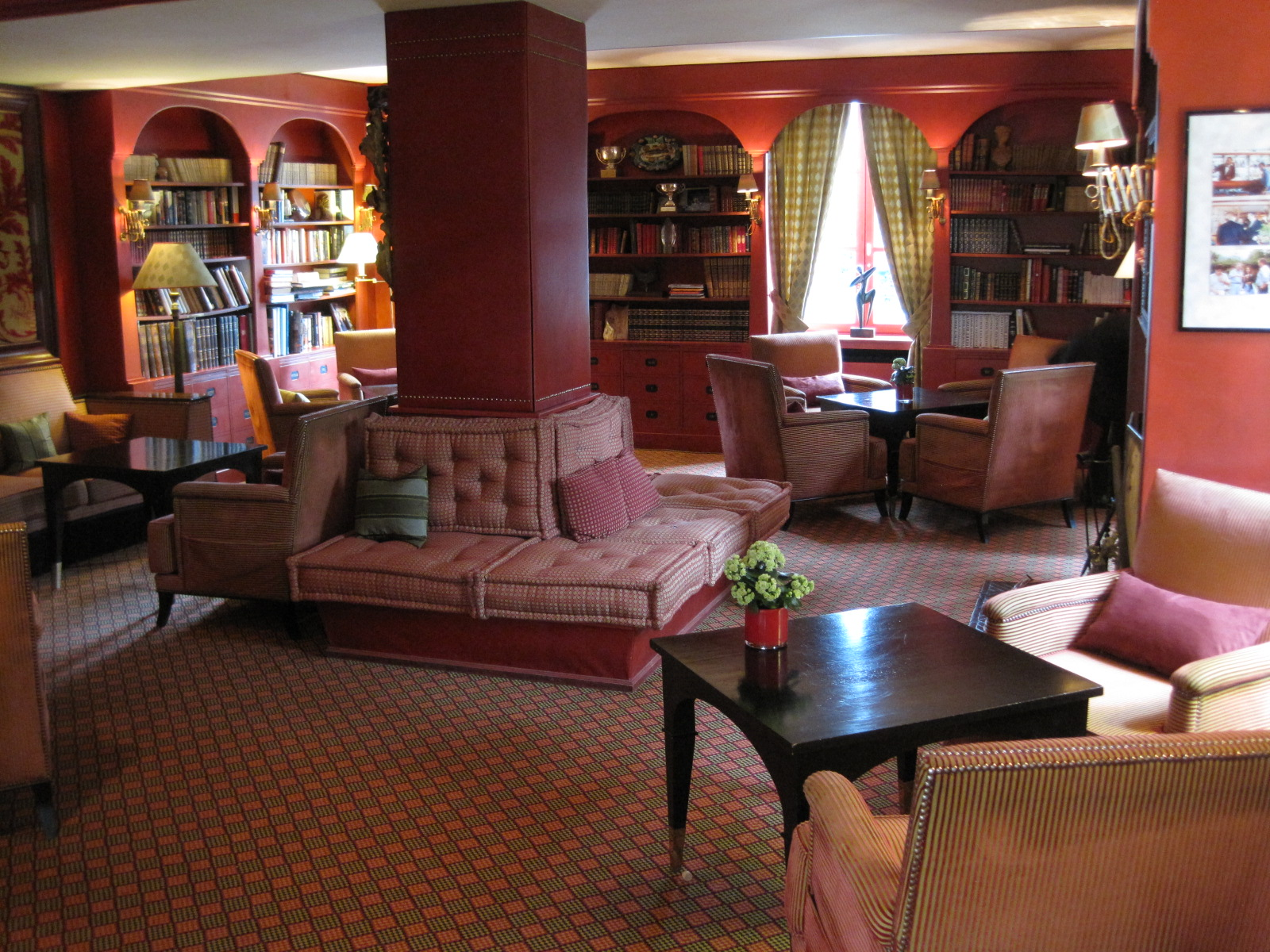
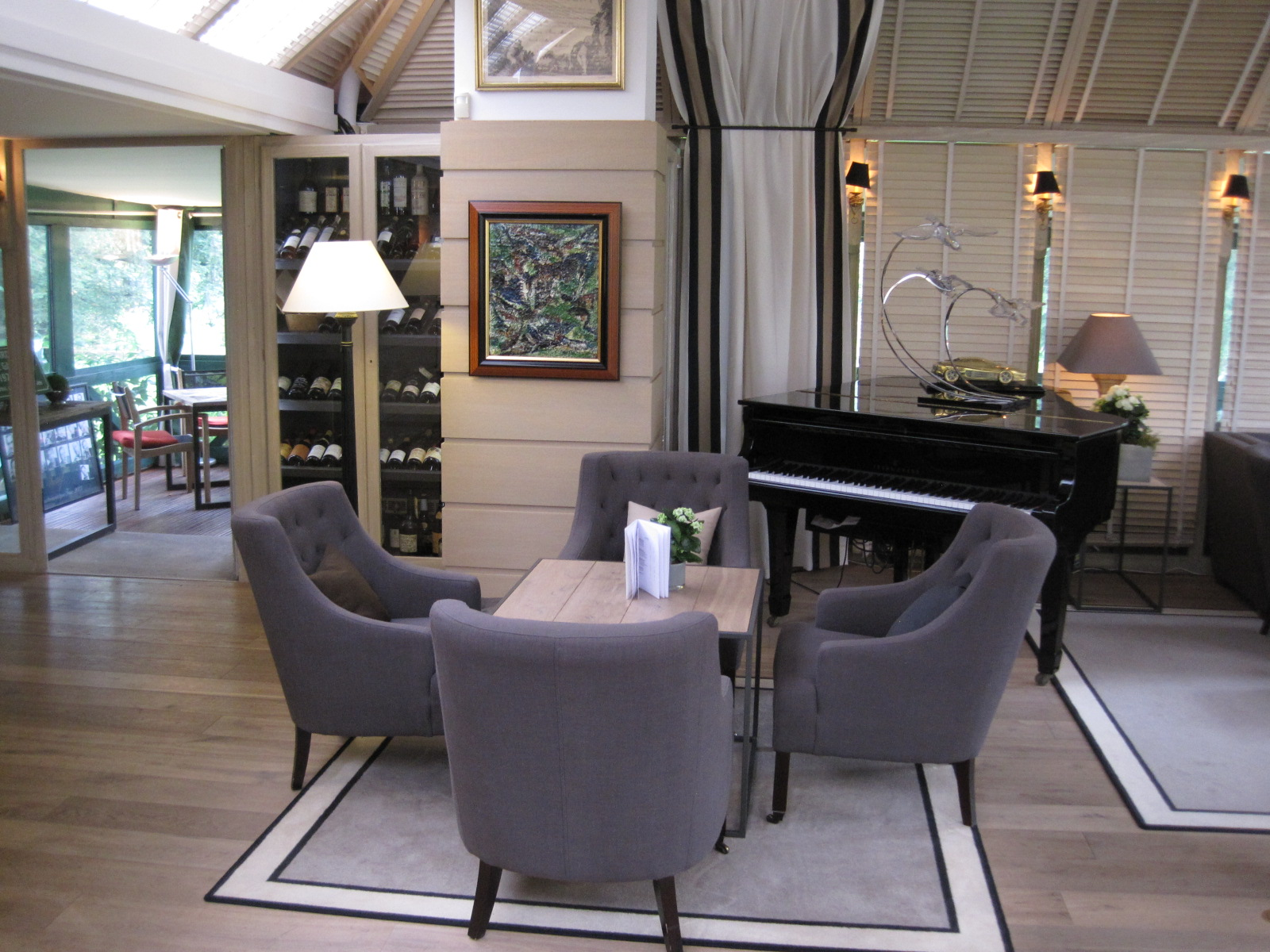
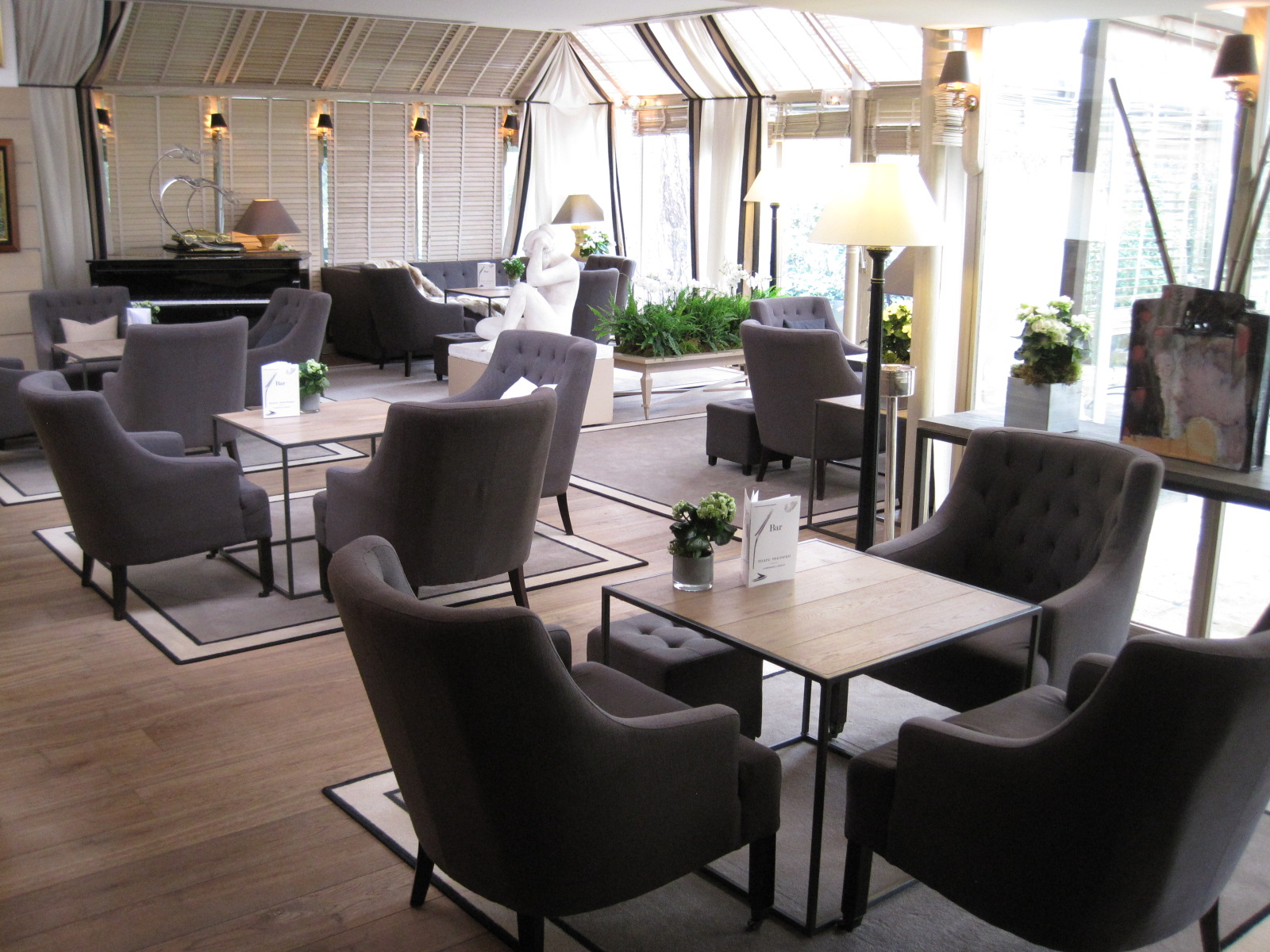
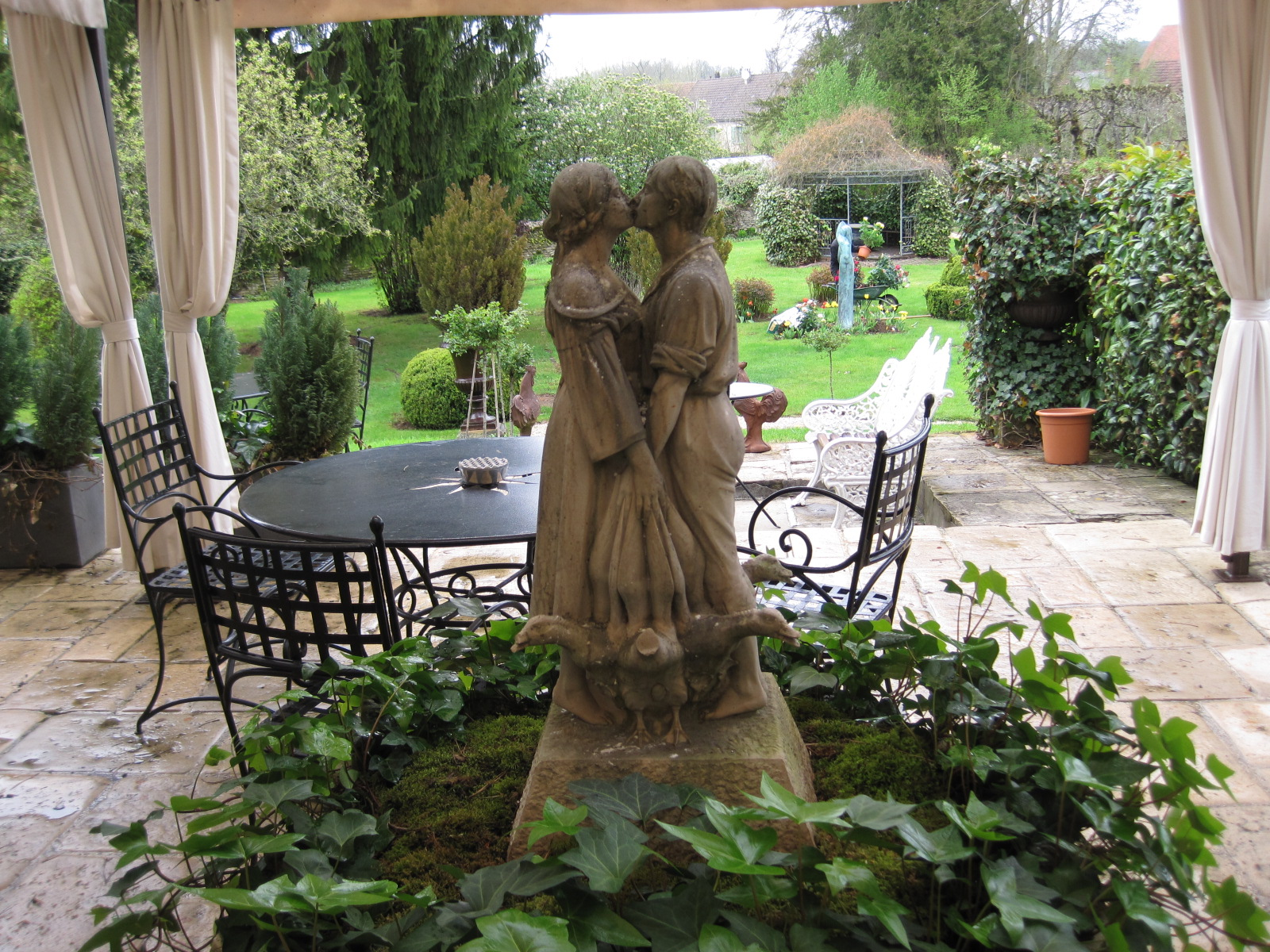

En 2003, il fonde l'EntreVignes, un bistrot de vignerons en face de L'Espérance. L'idée lui est soufflée par Serge Gainsbourg, familier des lieux.
En 2004, Marc Meneau retrouve sa troisième étoile. Il s'associe dans la foulée à l'industriel François Schneider pour créer un nouveau complexe gastronomique de loisirs : « Les domaines de l'Espérance et du Roncemay » à Aillant-sur-Tholon dans l'Yonne avec golf, hôtel de luxe et restaurant gastronomique.
En janvier 2007, Marc Meneau est confronté à de grosses difficultés financières et à la liquidation judiciaire de sa société « Sder ». À la suite de cette annonce, Jean-François Mesplède, directeur du Guide Michelin, radie L'Espérance de son édition 2007. En 2008, L’Espérance figure à nouveau dans le Guide Michelin, avec ses 2 étoiles.
En 2010, Marc Meneau plante son propre jardin potager, certifié bio, au sein même du parc de l’Espérance. Le talent et savoir-faire de Marc Meneau, savant mélange d’innovation, de nouvelle cuisine, d’esthétique culinaire, le tout très inspiré de l'histoire de la cuisine française, déclinant ses créations en plusieurs étapes et variations, est, à ce jour, une des références du monde culinaire et gastronomique.
Le 18 février 2015, à la suite d'un surendettement chronique de 7 millions €, les restaurants de Marc Meneau, âgé de 72 ans, sont mis pour la seconde fois en liquidation judiciaire. Il étudie avec son fils restaurateur, Pierre Meneau, toutes les solutions possibles de résurrection des établissements.
L'établissement L'Espérance de Saint-Père est repris en 2016 par le groupe Hôtel & Food Disrpt Partners, fondé par Alain Ducasse et Guillaume Multrier.
Hospitalisé à Auxerre, il meurt d'un cancer le 9 décembre 2020, à l'âge de 77 ans,. Il est inhumé au cimetière du Vézelay.
Après avoir été abandonné un temps, l'hôtel-restaurant L'Espérance est racheté par la fondatrice du château de Guédelon Maryline Martin, pour tenter d'en faire un lieu touristique en hommage à Marc Meneau.

## Établissements
- 1966 : reprise du Café-Épicerie de sa mère, transformé en restaurant (activité de café de campagne, crêpes, gaufres)
- 1972 : « L'Espérance » à Saint-Père dans l'Yonne
- 1986 : Société BaLeMe, la cuisine de l'extrême (alimentation pour spationaute)
- 1990 : Mon cher Ton Ton, restaurant crée à New York (États-Unis), 56e rue[réf. nécessaire], avec pour chef Alain Desmots de mars 1990 à juin 1991
- 1999-2007 : le domaine de loisirs du Roncemay, à Aillant-sur-Tholon (Yonne)
- 1999 : création d'un restaurant à Beyrouth (Liban) – Kiev[réf. nécessaire]
- 2003 : « L'EntreVignes » : bistrot de vignerons en face du restaurant gastronomique
- 2015 : fermeture des deux restaurants de Saint-Père, en liquidation judiciaire

## Distinctions
- 1983 : élu meilleur cuisinier de l'année par le guide Gault-Millau[15]
- 1985 :  Chevalier de l'ordre des Arts et des Lettres
- 1987 :  Chevalier de l'ordre national du Mérite
- 1988 : élu meilleur chef de l'année 1988 par le magazine Le Chef
- 1990 :  Chevalier de l'ordre du Mérite agricole
- 1993 :  Officier de l'ordre national du Mérite
- 1998 :  Chevalier de la Légion d'honneur[16]
- 2005 :  Officier de l'ordre du Mérite agricole
- 2012 : élu « Talent d'Or », aux Talents du Luxe et de la Création 2012[17]

## Quelques classiques du chef
- Les Cromesquis de foie gras
- Les Huîtres à la gelée à l'eau de mer
- Le Homard aux girolles
- Les Œufs à la Florentine
- Le Turbot en Croûte de Sel, Beurre de Homard
- Quasi de Veau au Caramel Amer
- Les Fraises Marie-Antoinette
- La Soupière de coquillages au caviar
- La Tartine de Saint-Jacques à la moelle de caviar

## Filmographie
- 2000 : Vatel de Roland Joffé avec Gérard Depardieu dans le rôle de François Vatel : élaboration des buffets gargantuesques du film.
- 2006 : Marie-Antoinette de Sofia Coppola : ballet des buffets du film.

## Clients célèbres
Mstislav Rostropovitch et Serge Gainsbourg sont des habitués des lieux. En été 1990 et hiver 1990-1991, Serge Gainsbourg se sachant condamné, passe une partie de ses derniers jours au restaurant de Marc Meneau. Très proche du chef et des brigades de cuisiniers et de serveurs, ces derniers sont présents à ses obsèques du 7 mars 1991 au cimetière du Montparnasse à Paris.
Il est cité par Jim Harrison, qui fut l’un des convives, avec notamment Gérard Oberlé, du Sacré gueuleton de trente-sept plats organisé par Meneau le 17 novembre 2003.

## Disciples reconnus
- Alain Desmots, Le Manoir du Plessis, Le Rheu
- Bertrand Chapel, meilleur maître d'hôtel de France 2015
- Fabrice Vitu, étoilé Michelin
- Serge Vieira, étoilé Michelin au Château de Couffour et Bocuse d'Or
- Gilles Stassart, avant-gardiste culinaire[21]
- Gilles Goujon, étoilé Michelin et Meilleur ouvrier de France[22]
- Jacques et Laurent Pourcel, étoilés Michelin[23]
- Kilien Stengel, universitaire et auteur gastronomique primé[24]
- Roland Chanliaud, étoilé Michelin
- Laurent Folmer, étoilé Michelin en Belgique
- Ludovic Puzenat, « Relais & Châteaux », étoilé Michelin
- Guillaume Crotet, Bib gourmand
- Alain Rondelli, célèbre chef aux USA
- Pascale et Philippe Loose, la Fleur de sel, deux toques au Gault et Millau
- Vincent David, Le Pressoir à Saint-Avé, étoilé Michelin
- Serge Ripert, « Le Potin gourmand » à Cluny
- Jean-Christophe Lebascle, « La Manufacture » à Issy-les-Moulineaux
- Ian Cowley, SAIT Polytechnic, Canada
- Jean Imbert[25]
- Denis Le Cadre, étoilé Michelin

## Publications
- La cuisine en fêtes, Paris, Robert Laffont, coll. « Les recettes originales de… », 1986, 367 p. (ISBN 2-221-04603-X).
- Avec Thiébaut-Noël Willig, Tous à table : Cuisine adaptée aux difficultés d'alimentation, Association des paralysés de France, 1993, 183 p. (ISBN 978-2-908360-12-7).
- Cuisine en fêtes, Robert Laffont, 1998 (ISBN 978-2-221-08910-1).
- Avec Annie Caen, La Cuisine des monastères, Éditions de La Martinière, 1999, 192 p. (ISBN 978-2-7324-2551-1).
- (de) Avec Annie Caen, Schlemmereien aus der Klosterküche, Christian, 2001 (ISBN 978-3-88472-490-3).
- Avec Claude d'Anthenaise et Emmanuel Ducamp, La table du chasseur : La gastronomie du gibier au XVIIIe siècle, Maison de la chasse et de la nature, 2002, 63 p. (ISBN 978-2-902198-00-9).
- Avec Hans Kissinger et Jim Harrisson, La conversation, Woodstock Editions, 2002, 123 p. (ISBN 978-0-9703527-0-5).
- Avec Annie Caen, Anne Caen et Philippe Exbrayat, Les Salades, du potager à l'assiette, Minerva, 2005, 157 p. (ISBN 978-2-8307-0609-3).
- Avec Annie Caen, Musée gourmand : le peintre et le cuisinier, Éditions du Chêne, 2006 (ISBN 978-2-85108-765-2).